# Macaranga endertii
Macaranga endertii är en törelväxtart som beskrevs av Timothy Charles Whitmore. Macaranga endertii ingår i släktet Macaranga och familjen törelväxter. Inga underarter finns listade i Catalogue of Life.